# Nicolaas Laurens Burman
Nicolaas Laurens Burman, född den 27 december 1734 i Amsterdam, död den 11 september 1793, var en holländsk botaniker. Han var son till botanikern Johannes Burman. Auktorsnamnet Burm.f. kan användas för Nicolaas Laurens Burman i samband med ett vetenskapligt namn inom botaniken; se Wikipediaartiklar som länkar till auktorsnamnet.

## Biografi
Burman efterträdde sin far som professor i botanik vid Athenaeum Illustre i Amsterdam 1761. Han tog kurser för Carl von Linné vid Uppsala universitet 1760, och ett av hans bidrag trycktes 1773 i Uppsala vetenskapssocietets handlingar.
Burman gjorde sig främst känd genom sina undersökningar av den indiska floran. Han författade flera verk, däribland Specimen botanicum de geraniis (1759) och Flora Indica (1768), vilken fullbordades av Johann Gerhard König.